# Wallander
Wallander é uma série de televisão britânica adaptada da obra do sueco Henning Mankell, e estrelada por Kenneth Branagh no papel de Kurt Wallander.
Em 2017, Branagh ganhou o Emmy Internacional de Melhor Ator por seu desempenho na série. No Brasil, a série pode ser vista pelo site de streaming Netflix.

## Sinopse
Numa pitoresca e outrora pacífica província sueca, o desiludido inspetor de polícia Kurt Wallander tem pela frente uma série de assassinatos intrigantes.

## Elenco
- Kenneth Branagh ... Kurt Wallander
- Sarah Smart ... Anne-Britt Hoglund (Temporadas 1-3)
- Tom Hiddleston ... Magnus Martinsson (Temporadas 1-2)
- Richard McCabe ... Sven Nyberg
- Tom Beard .... Kalle Svedberg (Temporada 1)
- Sadie Shimmin .... Lisa Holgersson (Temporadas 1-2)
- Jeany Spark ... Linda Wallander, Kurt's daughter
- David Warner ... Povel Wallander, Kurt's father (Temporadas 1-2, 4)
- Polly Hemingway ... Gertrude, Kurt's step-mother (Temporadas 1-2)
- Saskia Reeves ... Vanja Andersson (Temporadas 2-3)
- Rebekah Staton ... Kristyna (Temporada 3)
- Mark Hadfield ... Stefan Lindeman (Temporada 3)
- Barnaby Kay ... Lennart Mattson (Temporadas 3-4)

## Produção
Em 2006, o diretor-gerente da Yellow Bird, Morten Fisker, abriu discussões com as empresas de produção britânicas sobre o desenvolvimento da adaptações em inglês dos romances de Kurt Wallander, aos quais a Yellow Bird detém os direitos de distribuição. Acredita-se que a BBC e Channel 4 participaram das discussões; A BBC já havia anunciado planos para adaptar o Retorno do Mestre de Dança de Henning Mankell. Fisker queria trazer um novo detetive para telas britânicas para substituir o inspetor Morse, que havia sido morto na tela em 2000. Os atores que propuseram interpretar Wallander foram Trevor Eve, Neil Pearson, Jason Isaacs, David Morrissey, Clive Owen e Michael Gambon. As negociações ainda estavam em andamento em 2007, quando Kenneth Branagh conheceu Henning Mankell em um festival de cinema sobre Ingmar Bergman e pediu para atuar como Wallander. Branagh começou a ler os livros de Wallander "relativamente tarde", mas gostou deles e leu os 9 romances traduzidos em um mês. Mankell concordou em deixar Branagh desempenhar o papel, e Branagh visitou Ystad em dezembro para explorar locais e conhecer o diretor executivo da Film i Skånes, Ralf Ivarsson.
Uma série de três adaptações de 90 minutos foi encomendada pela Anne Mensah da BBC Scotland e por Jane Tranter da BBC Controller of Fiction em janeiro de 2008. Como a Morten Fisker, a BBC queria uma série de retorno que teria o mesmo público que Inspector Morse, Prime Suspect e Cracker. A Yellow Bird foi contratado como co-produtor, trabalhando com a Left Bank Pictures, uma casa de produção formada em 2007 pelo antigo Controlador de Comédia, Drama e Filme Andy Harries da ITV. Harries descreveu Wallander como "mais do que apenas uma série de detetives" e que seria visualmente "muito cartão postal". A primeira temporada consiste em adaptações deSidracked, Firewall e One Step Behind. Philip Martin foi contratado como diretor principal da série e se encontrou com o produtor de Branagh, Harries e Left Bank, Francis Hopkinson, em janeiro. Os quatro discutiram como as adaptações apareceriam na TV, concordando que as caracterizações, a atmosfera e as idéias seriam difíceis de retratar na tela. Richard Cottan foi contratado para adaptar os romances de Mankell, e entregou seus primeiros scripts em fevereiro. Cottan mudou as tramas de alguns dos livros para ajustá-los a uma adaptação de 90 minutos, embora tenha certeza de que os scripts se mantiveram fiel a "jornada" de Wallander. No mês seguinte, Martin começou a conversar com o diretor de fotografia Anthony Dod Mantle sobre o estilo visual que os filmes teriam.

## Prêmios
| Ano  | Prêmio                         | Categoria                                                          | Nomeado(s)                                                 | Resultado |
| ---- | ------------------------------ | ------------------------------------------------------------------ | ---------------------------------------------------------- | --------- |
| 2009 | 61st Primetime Emmy Awards     | Melhor Direção de Minissérie, Filme ou Especial                    | Philip Martin                                              | Indicado  |
| 2009 | 61st Primetime Emmy Awards     | Melhor Ator em Minissérie ou Filme                                 | Kenneth Branagh                                            | Indicado  |
| 2010 | 67th Golden Globe Awards       | Melhor Ator em Minissérie ou Filme para Televisão                  | Kenneth Branagh                                            | Indicado  |
| 2010 | 63rd BAFTA Awards              | Melhor Ator                                                        | Kenneth Branagh                                            | Venceu    |
| 2010 | 63rd BAFTA Awards              | Mixagem de Som: Ficção/Entretenimento                              | Paul Hamblin Andre Schmidt Catherine Hodgson Bo Persson    | Venceu    |
| 2010 | 63rd BAFTA Awards              | Melhor Diretor: Ficção/Entretenimento                              | Aisling Walsh                                              | Indicado  |
| 2010 | 63rd BAFTA Awards              | Melhor Fotografia e Iluminação: Ficção/Entretenimento              | Lukas Strebel                                              | Indicado  |
| 2010 | 63rd BAFTA Awards              | Melhor Design de Produção                                          | Jacqueline Abrahams                                        | Indicado  |
| 2012 | 17th Satellite Awards          | Melhor minissérie ou filme feito para televisão                    | Wallander                                                  | Indicado  |
| 2012 | 17th Satellite Awards          | Melhor ator em uma minissérie ou uma filmagem feita para televisão | Kenneth Branagh                                            | Indicado  |
| 2013 | 66th BAFTA Awards              | Mixagem de Som: Ficção                                             | Paul Hamblin Matthew Skelding Jim Goddard Martin Beresford | Indicado  |
| 2017 | 45th International Emmy Awards | Melhor Performance por um Ator                                     | Kenneth Branagh                                            | Venceu    |